# ماساشي كودو
ماساشي كودو (باليابانية: 工藤政志) مواليد 24 أغسطس 1951 في أكيتا، هو ملاكم محترف ياباني يصنف ضمن فئة وزن خفيف المتوسط. حقق بطولة رابطة الملاكمة العالمية.

## إحصائيات
خاض خلال مسيرته 24 نزالا، فاز في 23 ولم يتعادل وخسر في 1. فاز بالضربة القاضية في 12 نزالا.

## روابط خارجية
- ماساشي كودو على موقع بوكس ريك (الإنجليزية) (registration required)